# Kieran Modra

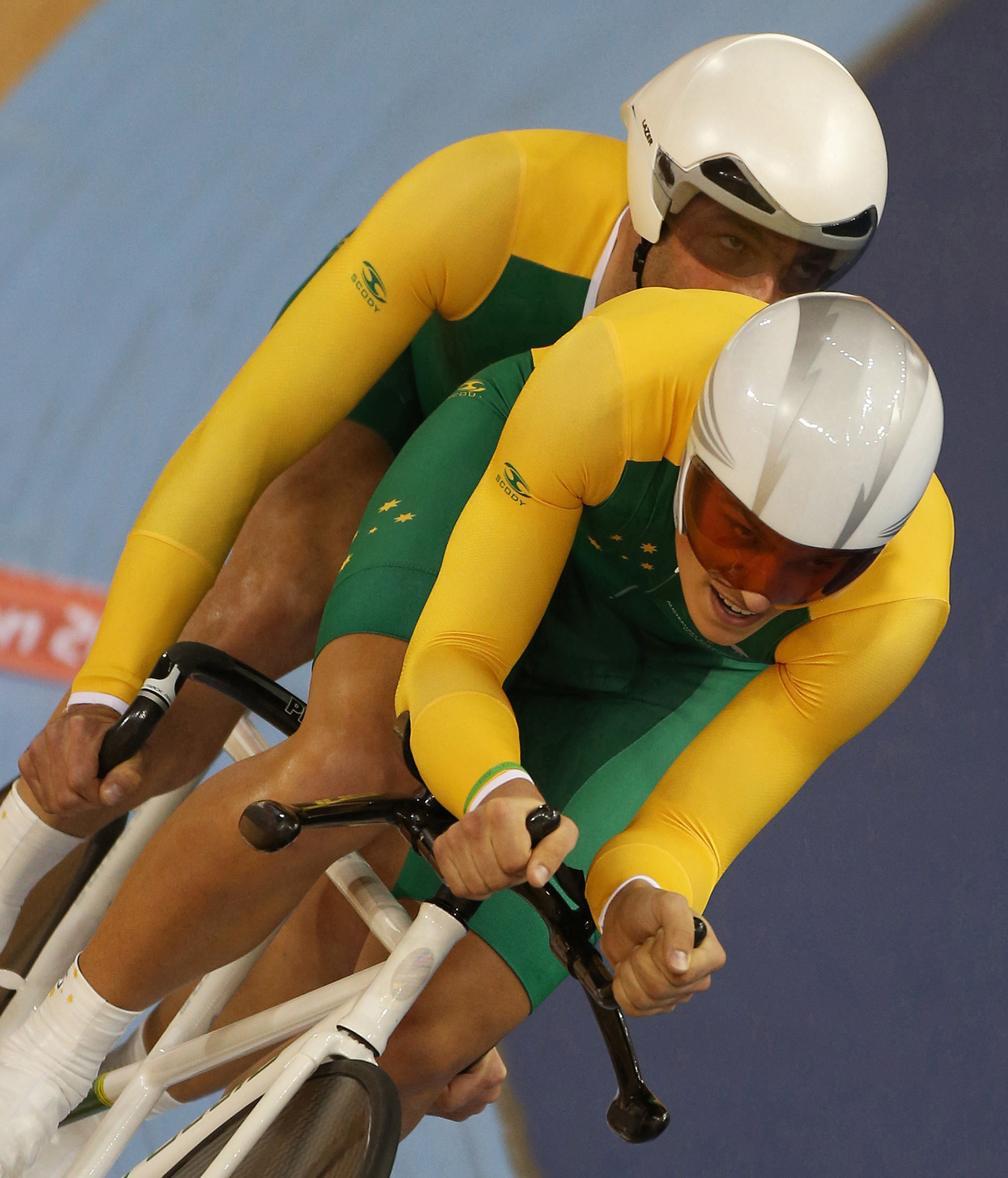
Modra com sua esposa e ciclista guia Kerry Modra durante a prova de 1 km contrarrelógio dos Jogos Paralímpicos de Verão de 2000.

Kieran John Modr (Port Lincoln, 27 de março de 1972 – Kingsford, 13 de novembro de 2019) foi um ciclista e nadador paralímpico australiano com deficiência visual que conquistou cinco medalhas de ouro e cinco de bronze em oito edições dos Jogos Paralímpicos de 1988 a 2016, junto com duas medalhas de prata obtidas nos Jogos da Commonwealth de 2014 em Glasgow, na Suécia.

## Biografia
Modra nasceu no Porto Lincoln, no estado da Austrália Meridional, em 27 de março de 1972, e tem deficiência visual desde o nascimento. Sua irmã, Tania Modra, atuou como ciclista guia de Saranya Parker no ciclismo tandem nos Jogos de Sydney 2000, onde a dupla conquistou duas medalhas de ouro. Casou-se com Kerry Modra (née Golding) em maio de 1997, que conheceu na festa de aniversário de um amigo que na época completava 21 anos. O casal teve três filhos. Modra morreu depois de sua bicicleta colidir com um carro em Kingsford.

## Carreira
Competiu no atletismo das Paralimpíadas de Seul 1988, onde disputou os 1500 metros B3 e no lançamento de dardo, categoria B3. Modra começou a nadar para ajudar na recuperação de uma lesão no joelho e começou a competir no esporte em 1990. Nas Paralimpíadas de Barcelona 1992, onde competiu tanto no atletismo como na natação, conquistou duas medalhas de bronze nas provas masculinas 100 metros costas B3 e 200 metros costas na categoria B3.
Modra depois passou a competir no ciclismo de estrada e de pista, em 1995, porque era um "modo de transporte". Nos Jogos de Atlanta 1996, nos Estados Unidos, onde foi guiado pela sua futura esposa, Kerry Golding, conquistou a medalha de ouro na prova tandem mista (200 metros). No Campeonato Mundial de Ciclismo Paralímpico de Pista, realizado em 1998, em Colorado Springs, e organizado pela União Ciclística Internacional, conquistou, com a ciclista guia Kerry Modra, medalhas de ouro no tandem mista B, no tandem mista contrarrelógio B e na perseguição individual mista B. Disputou os Jogos Paralímpicos de Sydney 2000 e não conquistou nenhuma medalha. No Campeonato Mundial de Ciclismo Paralímpico de 2002 em Altenstadt, na Alemanha, conquistou a medalha de ouro, junto com Darren Harry, na pista contrarrelógio e na prova de 1 km contrarrelógio.
Disputou os Jogos Paralímpicos de Atenas 2004, onde conquistou duas medalhas de ouro, na perseguição individual B1–3, na qual quebrou o recorde mundial com o tempo de 4:21.451, e na prova tandem B1–3, e obteve uma medalha de bronze na prova masculina de estrada contrarrelógio B1–3.
O recorde mundial de perseguição individual (B&VI 1–3) foi quebrado por Modra e Tyson Lawrence na cidade francesa de Bordéus, em 21 de agosto de 2007, com o tempo de 4:20.891.
Nos Jogos Paralímpicos de Verão de 2008, realizados em Pequim na República Popular da China, Modra representou a Austrália, com Tyson Lawrence, nas provas de 1 km de contrarrelógio (B&VI 1–3) e na perseguição individual (B&VI 1–3), conquistando a medalha de bronze e de ouro, respectivamente.